# Paola Falcone
Paola Falcone Bacigalupo (Santiago, 22 de enero de 1973) es una ex modelo y presentadora de televisión chilena. Ha trabajado en canales como Mega y Canal 13.

## Biografía
Se dio a conocer al ganar la edición de 1995 del concurso Miss Chile para Miss Universo, organizado por Revista Paula. Viajó a Windhoek, Namibia, para participar en la ceremonia. No obtuvo mayor figuración y declaró en la prensa de la época que estaba "desilusionada" de su participación.
Fue una de las primeras modelos que pasó de las pasarelas a la animación, siendo su primer trabajo el Festival de Viña del Mar de 1996 junto a Antonio Vodanovic. Ese año continuó ligada a Mega y fue coanimadora del estelar Sal y pimienta, junto a Vodanovic, Estela Mora, Dino Gordillo y Chino Navarrete.
Alejada de la televisión, decidió formar una familia, hasta que en 1999 se integró a Canal 13. Durante cuatro años fue la coanimadora de José Alfredo Fuentes en el programa dominical Venga conmigo. Además, realizó un estelar de concursos llamado Más allá de los sentidos con Iván Arenas.
En 2004 regresó a Mega para presentar el informe del tiempo, manteniéndose en esta labor por doce años. Fue despedida en 2016 debido a que la estación prefirió dejar el espacio a cargo de meteorólogos, llegando en su reemplazo Gianfranco Marcone y Jaime Leyton.
Desde entonces es conductora del canal de cable Campo Abierto Televisión, disponible en las grillas de Gtd y Telsur.

## Televisión

### Mega
- Festival de Viña del Mar (1996)
- Sal y pimienta (1996)
- El tiempo (2004-2016)

### Canal 13
- Venga conmigo (1999-2002)
- Más allá de los sentidos (2001)
- Vive Giordano Fashion Show (2003)
- Por fin es lunes (2003)

### TV+
- Falabella TV (2006-2020)

### Campo Abierto TV
- Revista del agro (2016-2022)

## Cine
- El juego de Arcibel (2003)
- Secuestro (2005)